# 永信建設開發
永信建設開發股份有限公司是一間高雄在地上櫃建設公司，成立至今已三十餘年，為高雄地區最早掛牌的股票上市櫃建設公司，其經營理念為「智慧經營·追求卓越」。

## 歷史沿革
- 成立於1987年4月2日，並於1998年5月13日上櫃，股票代號[5508][3]
- 2011年櫃買中心第一屆「金桂獎」獲頒殊榮[4]
- 曾獲評選為2013年富比世亞洲中小企業200強[5]
- 2014年櫃買中心第二屆「金桂獎」同時獲頒「股東報酬」及「資深掛牌」兩個獎項[6]
- 2024年中華徵信所【2024企業最佳經營績效】榮獲排名3[7]

## 代表作品
- 登峯
- 仰哲
- 謙邑
- 仰森
- 天潤
- 本然
- 鼎席
- 寬境
- R5 新世界
- 君峰
- 敘上景
- 天睦
- 孔宅大鎮
- 翡翠流域
- 耘川
- 晴川
- 晴萃
- 謙樂
- 禾豐[8]
- 述風景
- 澄光